# Susanne Sangill
Susanne Sangill (født 22. november 1956 i Kongens Lyngby) er en dansk autodidakt skuespiller, instruktør og teaterdirektør.
Hun er datter af teaterdirektør, instruktør og skuespiller Mogens Pedersen og skuespillerinden Bodil Sangill, men kom selv om hun blev født ind i teatrets verden ikke ind på skuespillerskolen. Hun blev i stedet uddannet som tilskærer i tøjbranchen. Alligevel formåede hun at skabe sig en karriere som først regissør, siden skuespiller og instruktør. Fra 1986 til 2001 arbejdede hun på Aalborg Teater som skuespiller og instruktør og stod blandt andet for børneteatret på Tumlingescenen. I 2003 kom hun til Himmerlands Teater i Hobro, som hun selv var medinitiativtager til, og som under hendes ledelse har udviklet sig succesfuldt.
Susanne Sangill er gift med scenograf Nick Pedersen, der også arbejder på Himmerlands Teater. Parret er bosiddende i Skørping.